# Calcio Forlì 1989-1990
Questa pagina raccoglie le informazioni riguardanti il Calcio Forlì nelle competizioni ufficiali della stagione 1989-1990.

## Stagione
Nella stagione 1989-1990 il Forlì disputa il girone C del campionato di Serie C2, raccoglie 25 punti ottenendo il diciassettesimo e penultimo posto, retrocedendo nell'Interregionale con Campobasso e Bisceglie. Al vertice del Forlì dopo il breve interregno di Alessandro Laghi, si registra l'esordio di Nereo Valmori, uno dei più longevi presidenti forlivesi. La squadra biancorossa viene inizialmente affidata a Giancarlo Galdiolo ma si dimostra fin da subito una stagione complicata, per rinforzare l'attacco viene tesserato l'ex Milan Guido Ugolotti, gioca poche partite segnando 2 reti. A Giancarlo Galdiolo in panchina si succedono prima Candido Farneti e poi Guido Quadrelli, nel tentativo di invertire una rotta, che ha retrocesso il Forlì nel quinto livello della piramide calcistica nazionale, dove resterà per tre stagioni. Nella Coppa Italia di Serie C il Forlì disputa il girone E di qualificazione a sette squadre, vinto dalla Spal che passa ai sedicesimi di finale, la squadra forlivese vi ottiene solo due pareggi e quattro sconfitte, un preludio emblematico di quello che sarà poi il resto di questa amara stagione.

## Rosa
| N. |                   | Ruolo | Calciatore          |
| -- | ----------------- | ----- | ------------------- |
|    | Italia (bandiera) | D     | Corrado Benedetti   |
|    | Italia (bandiera) | P     | Manolo Bianchini    |
|    | Italia (bandiera) | A     | Massimo Boninsegna  |
|    | Italia (bandiera) | P     | Walter Borghini     |
|    | Italia (bandiera) | C     | Giovanni Calogiuri  |
|    | Italia (bandiera) | D     | Maurizio Castagnoli |
|    | Italia (bandiera) | C     | Ernesto Drudi       |
|    | Italia (bandiera) | D     | Massimilano D'Urso  |
|    | Italia (bandiera) | A     | Giovanni Ianuale    |
|    | Italia (bandiera) | D     | Stefano Longo       |
|    | Italia (bandiera) | D     | Stefano Lo Porto    |
|    | Italia (bandiera) | C     | Manuele Matta       |
|    | Italia (bandiera) | D     | Paolo Mauri         |

| N. |                   | Ruolo | Calciatore           |
| -- | ----------------- | ----- | -------------------- |
|    | Italia (bandiera) | A     | Marco Moia           |
|    | Italia (bandiera) | C     | Roberto Mucci        |
|    | Italia (bandiera) | C     | Massimo Olivoni      |
|    | Italia (bandiera) | C     | Maurizio Orlandi     |
|    | Italia (bandiera) | D     | Gianfranco Parlato   |
|    | Italia (bandiera) | A     | Tiziano Piovaccari   |
|    | Italia (bandiera) | C     | Nicola Ramella Paia  |
|    | Italia (bandiera) | C     | Gian Luigi Tamburini |
|    | Italia (bandiera) | C     | Ferruccio Terrosu    |
|    | Italia (bandiera) | A     | Walter Ugolini       |
|    | Italia (bandiera) | A     | Guido Ugolotti       |
|    | Italia (bandiera) | C     | Massimo Vitozzi      |
|    | Italia (bandiera) | D     | Daniele Zaffaina     |

## Risultati

### Campionato

#### Girone di andata
| Arbitro: | Repace (Perugia) |

|                                           |           |  |
| Bidini 16’ Baglieri 47’ Presicci 61’, 87’ | Marcatori |  |

| Arbitro: | Damiani (Brescia) |

|  |           |                |
|  | Marcatori | 10’ A. Damiani |

| Jesi 1º ottobre 1989 3ª giornata | Jesi                         | 0 – 0 | Forlì | Stadio Comunale\| Arbitro: \| De Prisco (Nocera Inferiore) \| |
| Arbitro:                         | De Prisco (Nocera Inferiore) |       |       |                                                               |

| Arbitro: | Ambrosio (Como) |

|                  |           |             |
| Ianuale 41’, 75’ | Marcatori | 32’ M. Gori |

| Forlì 15 ottobre 1989 5ª giornata | Forlì            | 0 – 0 | Riccione | Stadio Tullo Morgagni\| Arbitro: \| Puggina (Rovigo) \| |
| Arbitro:                          | Puggina (Rovigo) |       |          |                                                         |

| Campobasso 22 ottobre 1989 6ª giornata | Campobasso      | 0 – 0 | Forlì | Stadio Nuovo Romagnoli\| Arbitro: \| Vasquez (Lecce) \| |
| Arbitro:                               | Vasquez (Lecce) |       |       |                                                         |

| Arbitro: | Scardia (Lecce) |

|          |           |                          |
| Moia 80’ | Marcatori | 5’ Zappasodi 50’ Corsini |

| Arbitro: | Marchese (Napoli) |

|                                   |           |                                        |
| Secchiaroli 36’, 40’ Buccioli 46’ | Marcatori | 19’ Ianuale 22’ Ramella Paia 75’ Mauri |

| Arbitro: | Lelli (Grosseto) |

|                    |           |  |
| Orlandi 89’ (rig.) | Marcatori |  |

| Arbitro: | Curotti (Piacenza) |

|               |           |  |
| Mirabelli 65’ | Marcatori |  |

| Forlì 26 novembre 1989 11ª giornata | Forlì               | 0 – 0 | Teramo | Stadio Tullo Morgagni\| Arbitro: \| Minotti (Frosinone) \| |
| Arbitro:                            | Minotti (Frosinone) |       |        |                                                            |

| Arbitro: | Borsetti (Cagliari) |

|                              |           |  |
| Carta 8’ (rig.) Mainardi 57’ | Marcatori |  |

| Arbitro: | Bonfrisco (Monza) |

|            |           |                              |
| D'Urso 27’ | Marcatori | 5’ Pistillo 60’, 89’ Di Chio |

| Arbitro: | Daneluzzi (Latisana) |

|                                           |           |  |
| Cocciari 19’ Cei 36’ Casale 38’, 62’, 77’ | Marcatori |  |

| Arbitro: | Saia (Palermo) |

|              |           |  |
| Scarfone 60’ | Marcatori |  |

| Forlì 7 gennaio 1990 16ª giornata | Forlì          | 0 – 0 | Trani | Stadio Tullo Morgagni\| Arbitro: \| Florio (Vasto) \| |
| Arbitro:                          | Florio (Vasto) |       |       |                                                       |

| Arbitro: | D'Agostini (Roma) |

|                    |           |  |
| Calvaresi 25’, 89’ | Marcatori |  |

#### Girone di ritorno
| Arbitro: | Contente (Salerno) |

|                                |           |                |
| Orlandi 37’ (rig.) Ianuale 62’ | Marcatori | 9’ G. Pagliari |

| Arbitro: | Bizzotto (Castelfranco Veneto) |

|                |           |             |
| Di Michele 53’ | Marcatori | 10’ Ianuale |

| Arbitro: | Gregori (Piacenza) |

|               |           |               |
| Tamburini 72’ | Marcatori | 61’ Strippoli |

| Arbitro: | Moro (San Donà di Piave) |

|                              |           |  |
| Morbiducci 12’ Di Curzio 26’ | Marcatori |  |

| Riccione 4 marzo 1990 22ª giornata | Riccione           | 0 – 0 | Forlì | Stadio Italo Nicoletti\| Arbitro: \| Grimaldi (Catania) \| |
| Arbitro:                           | Grimaldi (Catania) |       |       |                                                            |

| Arbitro: | Di Renzo (Roma) |

|                |           |  |
| Boninsegna 52’ | Marcatori |  |

| Arbitro: | Ambrosio (Como) |

|                             |           |  |
| Zappasodi 14’ Di Matteo 52’ | Marcatori |  |

| Arbitro: | G. Baldas (Trieste) |

|  |           |            |
|  | Marcatori | 52’ Ceredi |

| Arbitro: | Morello (Ragusa) |

|           |           |               |
| Fusco 76’ | Marcatori | 33’ Calogiuri |

| Forlì 8 aprile 1990 27ª giornata | Forlì              | 0 – 0 | Rimini | Stadio Tullo Morgagni\| Arbitro: \| Montesano (Napoli) \| |
| Arbitro:                         | Montesano (Napoli) |       |        |                                                           |

| Arbitro: | Scardia (Lecce) |

|                             |           |            |
| Dal Moro 16’ Pernarella 63’ | Marcatori | 89’ D'Urso |

| Arbitro: | D'Ambrosio (Padova) |

|  |           |                        |
|  | Marcatori | 47’ Hubner 56’ Corsini |

| Arbitro: | Rocchi (Roma) |

|                 |           |  |
| C. Caricola 61’ | Marcatori |  |

| Arbitro: | Ercolino (Cassino) |

|              |           |  |
| Ugolotti 29’ | Marcatori |  |

| Arbitro: | Scarfò (Reggio Calabria) |

|                                  |           |  |
| Pazzaglia 49’ (aut.) Orlandi 76’ | Marcatori |  |

| Arbitro: | Gazzetta (Mestre) |

|                         |           |            |
| Calcagno 63’ Damato 88’ | Marcatori | 48’ D'Urso |

| Arbitro: | Florio (Vasto) |

|                                            |           |  |
| D'Urso 37’ Ianuale 61’ (rig.) Ugolotti 81’ | Marcatori |  |

### Coppa Italia

#### Girone E
| Arbitro: | Mangerini (Brescia) |

|                                          |           |  |
| Labardi 15’, 75’ (rig.) Magnocavallo 17’ | Marcatori |  |

| Arbitro: | Aricò (Milano) |

|          |           |                |
| Moia 90’ | Marcatori | 10’ Signorotti |

| Arbitro: | Borriello (Mantova) |

|                                       |           |                  |
| Galasso 13’ Scordino 25’ Lombardi 87’ | Marcatori | 55’ Ramella Paia |

| Arbitro: | Moro (San Donà di Piave) |

|  |           |                      |
|  | Marcatori | 34’ Galli 43’ Turchi |

| Arbitro: | Zuccolini (Reggio Emilia) |

|                           |           |                  |
| Schnardi 8’ Silvestri 29’ | Marcatori | 70’ Ramella Paia |

| Forlì 10 settembre 1989 6ª giornata | Forlì                   | 0 – 0 | Baracca Lugo | Stadio Tullo Morgagni\| Arbitro: \| Introvigne (Conegliano) \| |
| Arbitro:                            | Introvigne (Conegliano) |       |              |                                                                |